# 中山街道 (上海市)
中山街道，是中华人民共和国上海市松江區下辖的一个乡镇级行政单位。面积26.34平方公里。户籍人口8.22万人（2008年）。中山街道以中山路得名。
中山街道东与新桥镇、车墩镇接壤，南与车墩镇接壤，西与广富林街道、方松街道、岳阳街道以通波塘为界，北与洞泾镇接壤。

## 歷史
唐天宝十载（751年）時隸屬华亭县。清顺治十三年（1656年）分属华亭县、娄县。1914年時隸屬於松江县。2001年1月，中山街道成立。

## 交通
境內有包括通波塘、洞泾港等在內的43条河道（段）。沪杭铁路、沪杭高铁、沪昆高速公路以及其他包括沪松公路、松卫公路等在內的70余条公路途徑中山街道。

## 行政区划
中山街道下辖以下居委会：
茸梅社区、北门社区、白云社区、平桥社区、东外社区、方东社区、方西社区、南门社区、五龙社区、花桥社区、中山苑社区、蓝天一村社区、蓝天二村社区、蓝天四村社区和蓝天五村社区。